# Colonia Álvaro Obregón, Morelos
Colonia Álvaro Obregón är en ort i Mexiko.   Den ligger i kommunen Miacatlán och delstaten Morelos, i den sydöstra delen av landet, 80 km söder om huvudstaden Mexico City. Colonia Álvaro Obregón ligger 1 019 meter över havet och antalet invånare är 487.
Terrängen runt Colonia Álvaro Obregón är kuperad åt nordväst, men åt sydost är den platt. Runt Colonia Álvaro Obregón är det ganska tätbefolkat, med 116 invånare per kvadratkilometer. Närmaste större samhälle är Temixco, 17,4 km nordost om Colonia Álvaro Obregón. I omgivningarna runt Colonia Álvaro Obregón växer huvudsakligen savannskog.